# Wolsfeld

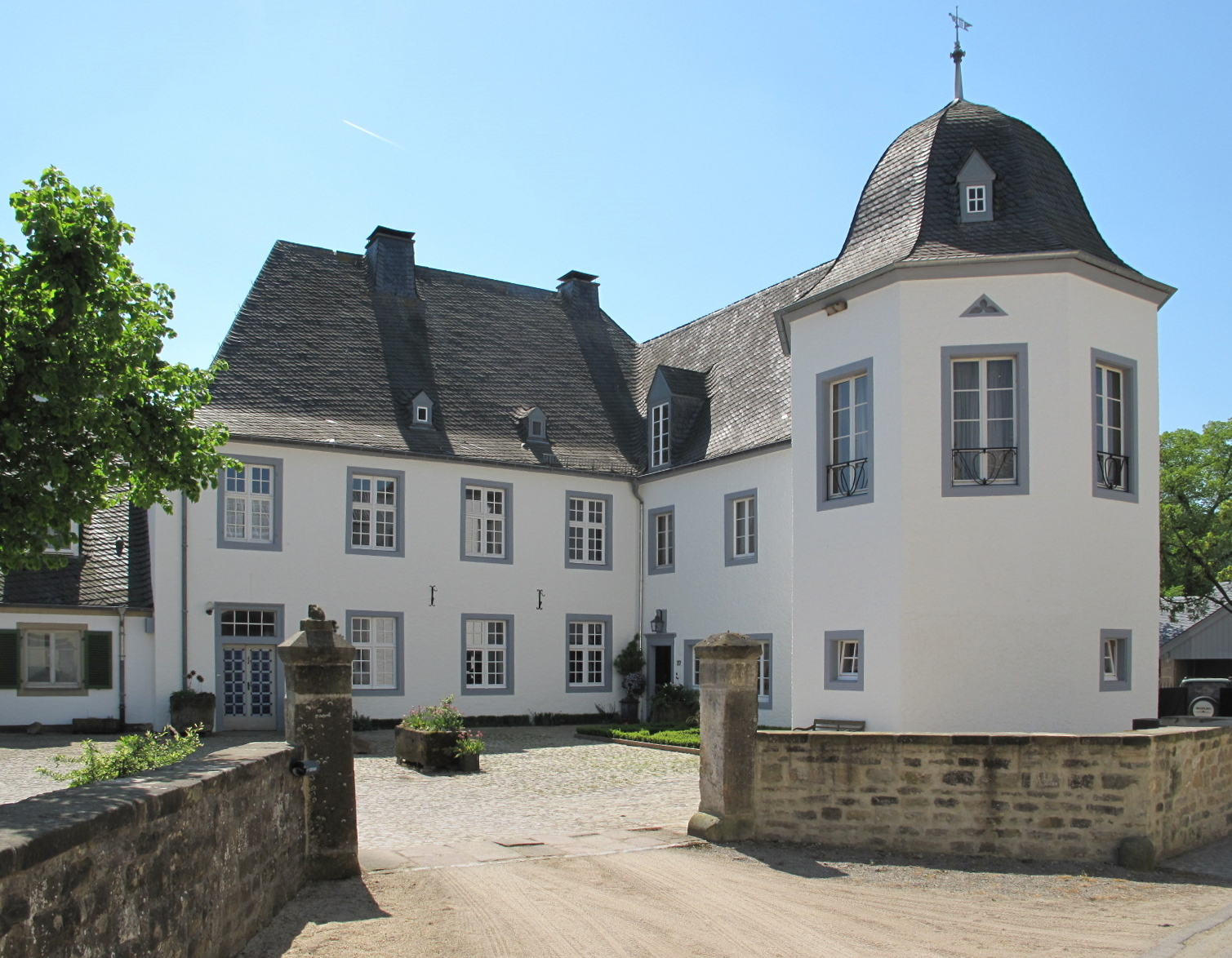
Burg Wolsfeld

Wolsfeld ist eine Ortsgemeinde im Eifelkreis Bitburg-Prüm in Rheinland-Pfalz. Sie gehört der Verbandsgemeinde Bitburger Land an.

## Geographie
Die Gemeinde liegt am Rand des Naturparks Südeifel im Tal der Nims. Zu Wolsfeld gehören auch der Weiler Wolsfelderberg sowie die Wohnplätze Herzbach und In der Burg.

## Geschichte
Von einer frühen Besiedelung des Gebietes um Wolsfeld zeugen die Funde mehrerer historischer Grabstätten, überwiegend aus römischer Zeit sowie der Fund eines Tempelheiligtums. Man entdeckte eine Grabhügelnekropole, mehrere Brandgräber sowie eine römische Grabkiste. Die Grabkiste wurde um das Jahr 1900 nordwestlich von Wolsfeld in einem Tal nahe der Nims entdeckt. Diese besteht aus Sandstein mit einer Deckplatte. Bemerkenswert sind die Größe der Kiste sowie der Fund einer vierkantigen, zweihenkligen Flasche aus hellgrünem Glas. Die zeitliche Einordnung liegt hier zwischen 500 v. und 500 n. Chr.
Wolsfeld wurde im Jahre 798 oder 799 erstmals urkundlich erwähnt, als ein Harduwinus und seine Ehefrau der Abtei Echternach unter anderem ihre Güter zu „Wolfftualt, quod situm est super fluuio Nimisa“ schenkten. Diese Urkunde ist zugleich eine der ältesten Namenserwähnungen des Flusses Nims. Im 13. Jahrhundert hieß der Ort „Volvisvelt“. Er gehörte zur luxemburgischen Herrschaft Ließem.
Mit der Inbesitznahme des Linken Rheinufers durch französische Revolutionstruppen wurde der Ort von 1798 bis 1814 ein Teil der Französischen Republik (bis 1804) und anschließend des Napoleonischen Kaiserreichs, zugeordnet dem Département des Forêts („Departement der Wälder“). Nach der Niederlage Napoleons kam Wolsdorf 1815 aufgrund der auf dem Wiener Kongress getroffenen Vereinbarungen zum Königreich Preußen. Das Dorf wurde dem Kreis Bitburg im Regierungsbezirk Trier zugeordnet, der 1822 Teil der neu gebildeten Rheinprovinz wurde.
Nach dem Ersten Weltkrieg gehörte das gesamte Gebiet zum französischen Teil der Alliierten Rheinlandbesetzung. Nach dem Zweiten Weltkrieg wurde Wolsfeld innerhalb der französischen Besatzungszone Teil des damals neu gebildeten Landes Rheinland-Pfalz.
Durch das Landesgesetz über die Verwaltungsvereinfachung vom 7. November 1970 wurde u. a. der Landkreis Bitburg-Prüm, sowie aus Teilen des bisherigen Amtes Wolsfeld die Verbandsgemeinde Bitburg-Land gebildet, die ihrerseits zum 1. Juli 2014 in die neue Verbandsgemeinde Bitburger Land aufging.
Bevölkerungsentwicklung
Die Entwicklung der Einwohnerzahl von Wolsfeld, die Werte von 1871 bis 1987 beruhen auf Volkszählungen:
| Jahr | Einwohner |
| ---- | --------- |
| 1815 | 239       |
| 1835 | 346       |
| 1871 | 442       |
| 1905 | 485       |
| 1939 | 590       |

| Jahr | Einwohner |
| ---- | --------- |
| 1950 | 659       |
| 1961 | 641       |
| 1970 | 675       |
| 1987 | 632       |
| 1997 | 739       |

| Jahr | Einwohner |
| ---- | --------- |
| 2005 | 804       |
| 2011 | 829       |
| 2017 | 1.007     |
| 2023 | 1.122     |

## Politik

### Gemeinderat
Der Gemeinderat in Wolsfeld besteht aus 16 Ratsmitgliedern, die bei der Kommunalwahl am 9. Juni 2024 in einer Mehrheitswahl gewählt wurden, und der ehrenamtlichen Ortsbürgermeisterin als Vorsitzender.

### Bürgermeister
Janine Fischer wurde am 25. März 2021 Ortsbürgermeisterin von Wolsfeld.  Da für eine geplante Direktwahl am 18. April 2021 kein Wahlvorschlag eingereicht wurde,  oblag die Neuwahl gemäß rheinland-pfälzischer Gemeindeordnung dem Ortsgemeinderat, der sich bei einer Enthaltung für Janine Fischer entschied. Auch bei der Direktwahl am 9. Juni 2024 wurde kein Wahlvorschlag eingereicht und die Wahl erfolgte nachfolgend durch den neuen Rat. Auf seiner konstituierenden Sitzung am 3. Juli 2024 bestätigte er die bisherige Ortsbürgermeisterin Janine Fischer für weitere fünf Jahre in ihrem Amt.
Die Vorgänger waren der an Heiligabend 2020 verstorbene Ralf Schiemann (Amtszeit 2019–2020) und Heinz Junk (1994–2019).

### Wappen
| Wappen von Wolsfeld | Blasonierung: „Unter silbernem Schildhaupt gespalten. Im Schildhaupt ein Hubertushirsch. Im Schildfuß vorn in Gold drei schwarze Balken, hinten in Rot drei goldene Türme.“ |
| Wappen von Wolsfeld | Wappenbegründung: Der Hubertushirsch im Schildhaupt ist das Attribut des örtlichen Kirchenpatrons St. Hubertus. Im rechten unteren Teil ist das Wappen der Herrschaftsfamilie Pallandt, die schwarzen Balken in Gold, aufgenommen und im linken Teil das Wappen der Grafen von Saintignon, drei goldene Türme auf rotem Grund, die im 19. Jahrhundert das Schloss Wolsfeld besaßen. |

## Kultur und Sehenswürdigkeiten

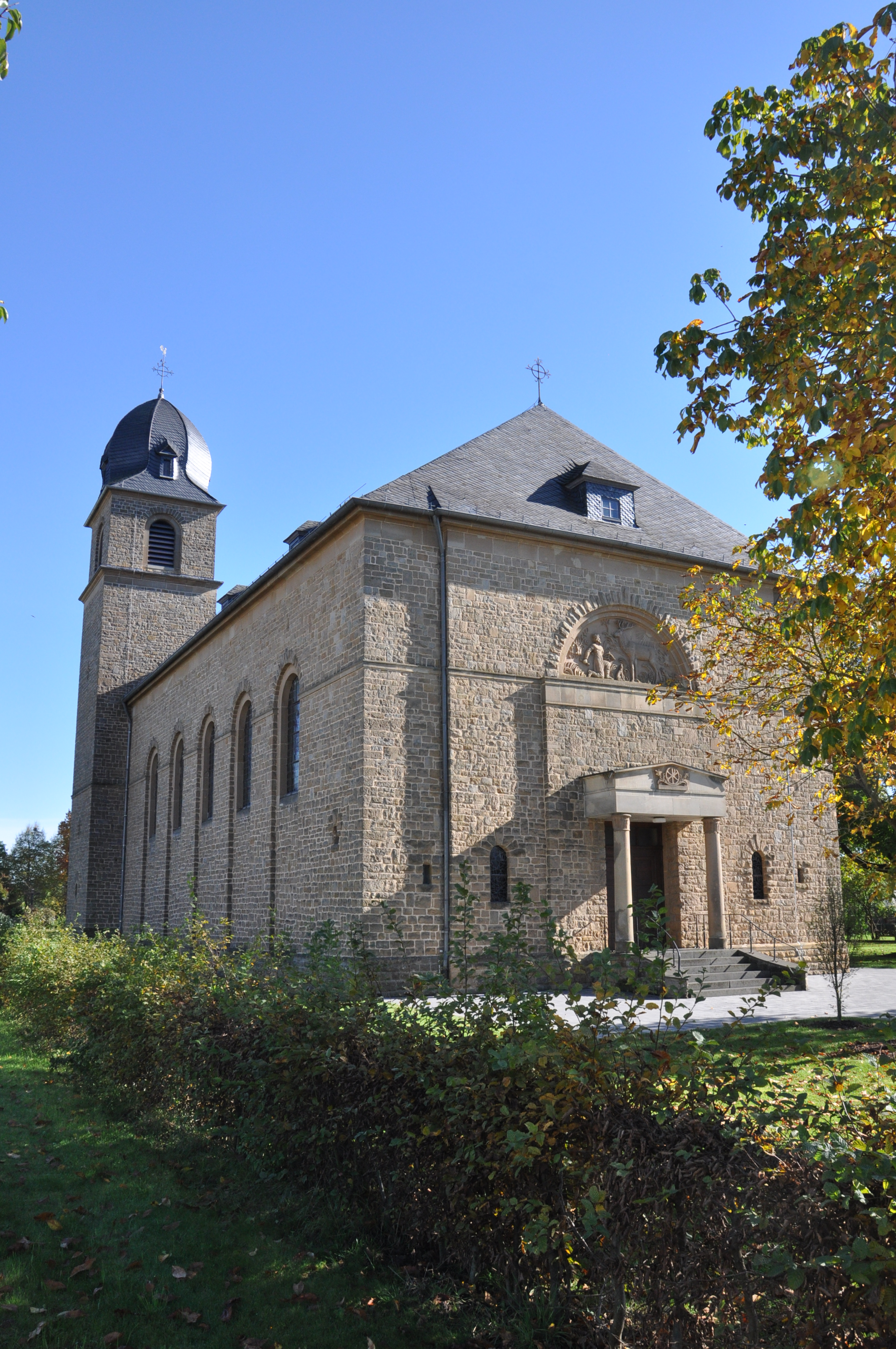
St. Hubertus von 1923

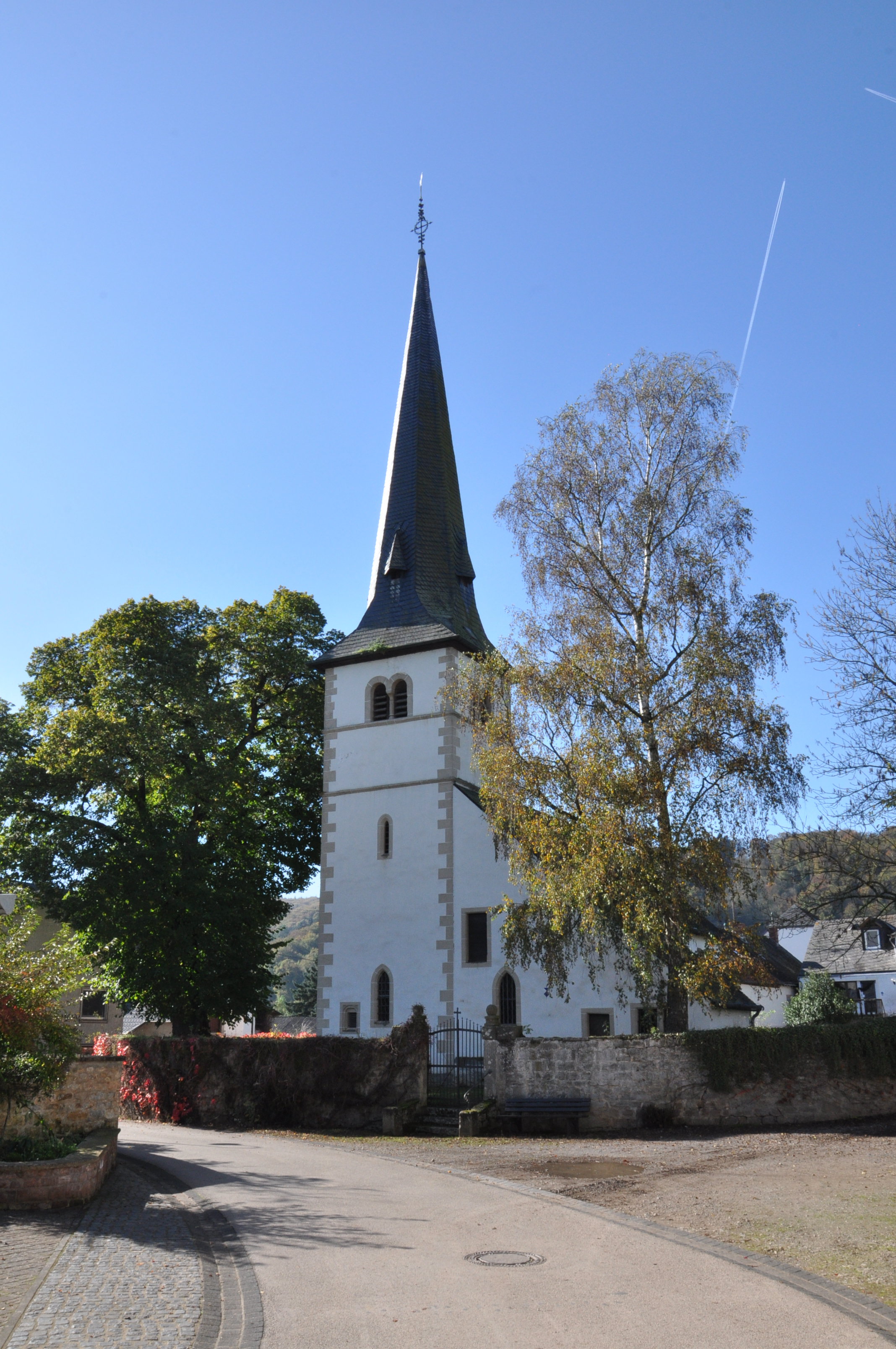
Alt St. Hubertus um 1500

### Bauwerke
- Katholische Pfarrkirche St. Hubertus von 1926
- Schloss Wolsfeld von 1605, ein neunachsiges Wohnhaus
- Kapelle in der Hubertusstraße von 1619
- Alte Hubertuskirche, ehemalige Pfarrkirche von 1500

### Grünflächen und Naherholung
- Lindenallee in der Bahnhofstraße
- Wanderrouten in und um Wolsfeld[16]

### Regelmäßige Veranstaltungen
- Jährliches Kirmes- bzw. Kirchweihfest
- Traditionelles Ratschen oder Klappern am Karfreitag und Karsamstag
- Hüttenbrennen am ersten Wochenende nach Aschermittwoch (sogenannter Scheef-Sonntag)[17][18]
- Bergrennen – Die Gemeinde ist seit 1958 Austragungsort des Wolsfelder AvD Bergrennen veranstaltet vom Eifel Motor Sport Club. Das Rennen wird vom Ortsausgang über die Nebenstraße nach Wolsfelderberg am Pfingstmontag ausgetragen und ist Teil der seit 1987 stattfindenden Rennserie Berg Cup.[19] Sie ist die letzte Veranstaltung dieser Art in Rheinland-Pfalz.

## Wirtschaft und Infrastruktur

### Verkehr
Wolsfeld liegt an der vielbefahrenen Bundesstraße 257 zwischen Bitburg und Echternach. Eine von Anwohnern seit Jahrzehnten geforderte Ortsumgehung wurde im Bundesverkehrswegeplan in den vordringlichen Bedarf aufgenommen und wurde im Rahmen des 2-Mrd.-Euro-Programms zur Verbesserung der Verkehrsinfrastruktur in den Jahren 2005–2008 realisiert. Die Umgehungsstraße wurde am 13. Dezember 2008 für den Verkehr freigegeben.

### Eisenbahn
Wolsfeld war Bahnstation der ehemaligen Nims-Sauertalbahn (Erdorf – Irrel – Igel), einer Nebenstrecke der Eifelbahn. Diese Bahnlinie wurde vor dem Ersten Weltkrieg eröffnet. Nach Zerstörung der Strecke gegen Ende des Zweiten Weltkrieges und Wiederaufnahme des Betriebes nach dem Krieg wurde noch gut zwei Jahrzehnte lang Personen- und Güterverkehr auf der Strecke durchgeführt. Die Einstellung des Personenverkehrs (Umstellung auf Bus) erfolgte 1969, die Stilllegung des verbleibenden Güterverkehrs erfolgte schrittweise und endgültig 1995. Der Streckenabschnitt Wolsfeld – Bitburg (Stadt) wurde 1997 demontiert. Unmittelbar am Bahnhof Wolsfeld wurde zur Versorgung der amerikanischen Flugplätze in Bitburg und Spangdahlem ein Tanklager mit Gleisanschluss unterhalten. Teile des stillgelegten Streckenabschnitts werden heute als Radweg genutzt.